# Droga N705 (Holandia)
Droga prowincjonalna N705 (nid. Provinciale weg 705) – droga prowincjonalna w Holandii, w prowincji Flevoland. Przebiega od skrzyżowania z drogą N706 do ronda łączącego ją z drogą N301.